# Conus vicweei
Conus vicweei е вид охлюв от семейство Conidae. Видът не е застрашен от изчезване.

## Разпространение и местообитание
Разпространен е в Индонезия (Суматра), Малайзия (Западна Малайзия), Мианмар и Тайланд.
Обитава крайбрежията на морета.